# جامعة كريتون مدرسة الطب

جامعة كريتون مدرسة الطب (بالإنجليزية: Creighton University School of Medicine)‏ هي إحدى الكليات لتدريس الطب في الولايات المتحدة الأمريكية. تقع في مدينة أوماها في ولاية نبراسكا الأمريكية. نوع الشهادة الطبية التي يتم تحصيلها هناك هي دكتور في الطب.